# 1/24 Stater

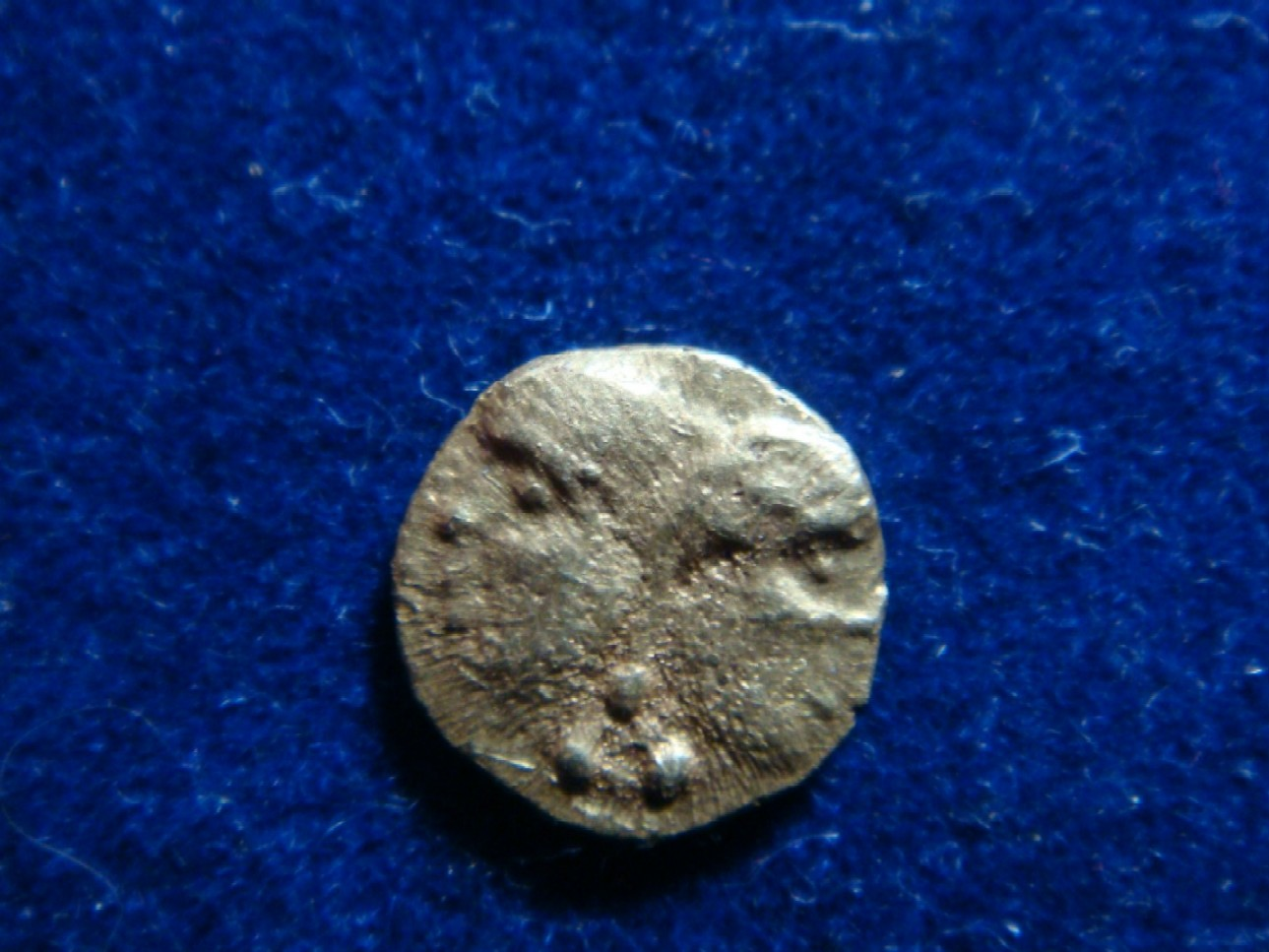
Avers Typ Janus 1

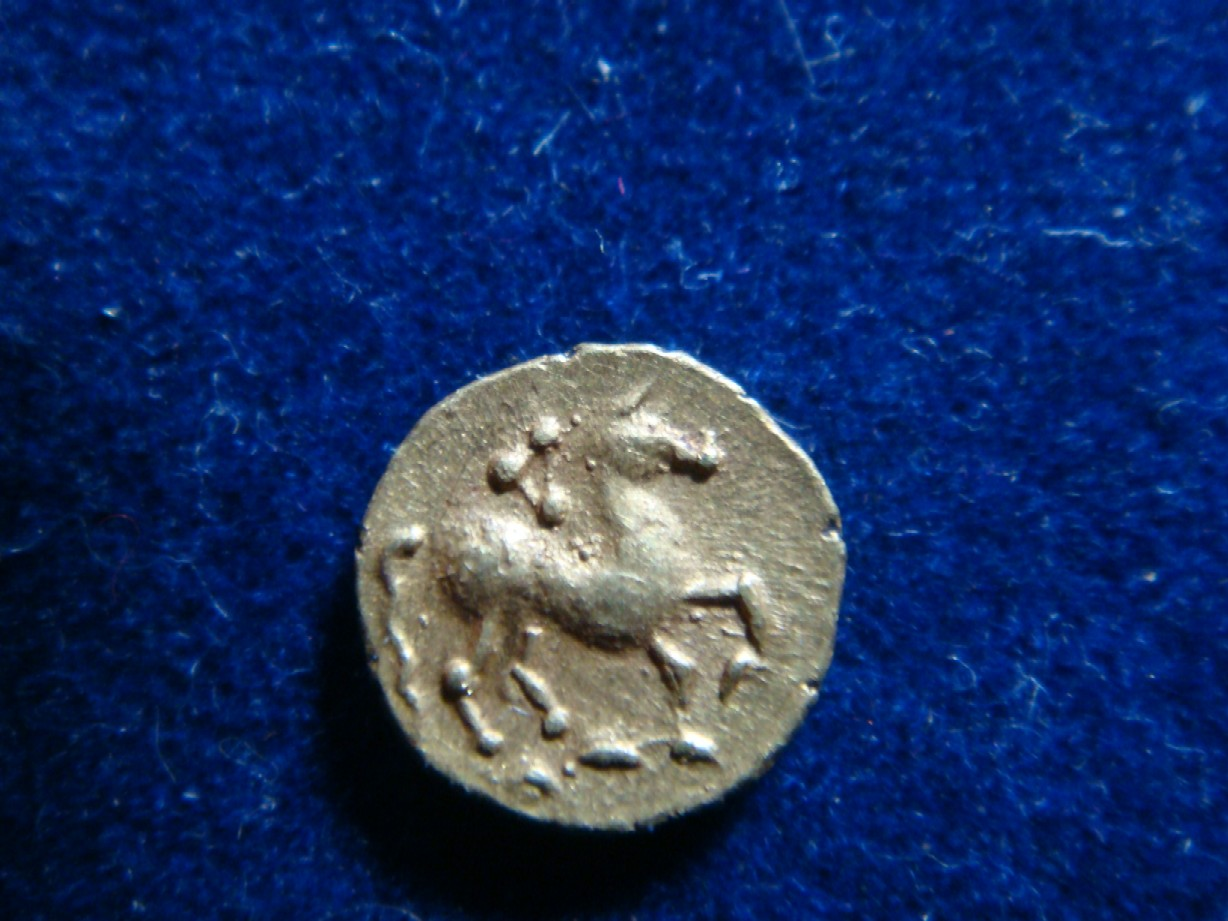
Revers Typ Janus 1

Der 1/24 Stater ist eine Goldmünze im süddeutschen keltischen Währungssystem.

## Bezeichnung und Alter
Die Bezeichnung 1/24 gibt dabei die Teilung oder Stückelung auf einen ganzen Stater (den Vollstater) wieder.
Am Beginn der süddeutschen (vindelikischen) Prägungen stehen die sogenannten 1/24 Statere. Ihr Gewicht liegt im einheitlichen Bereich zwischen 0,3 und 0,35 g und stellt so einen vierundzwanzigsten Teil des Vollstaters zu rund 8 g dar. Aufgrund von Fundverbindungen in einem Frauengrab bei Giengen an der Brenz lassen sie sich in die Stufe La-Tène C 1a zwischen 260 und 210 v. Chr. datieren. Somit sind sie die wohl ersten in Deutschland geprägten Münzen überhaupt.

## Regenbogenschüsselchen
Erst kurz danach setzte die Prägung der Vollstatere, der sogenannten Regenbogenschüsselchen ein. Im Oppidum von Manching wurde ein keltischer Geldbeutel gefunden, der vier vindelikische und einen boischen 1/24 Stater, sowie einen 1/4 Stater des glatten Typs enthielt. Die ersten Regenbogenschüsselchen waren also die glatten und daher bildlosen Typen.
Möglicherweise übernahmen die Vindeliker dieses Münznominal von den Boiern, die den 1/24 Stater schon früher im heutigen Österreich und Tschechien ausprägten. Die vindelikischen 1/24 Statere werden hauptsächlich im schwäbisch-südbayrischen Raum gefunden. Von den Siedlungen in Manching und Stöffling sind die meisten Exemplare bekannt. Das südlichste Stück stammt aus einem hellenistischen Gräberfeld in Sizilien und belegt entsprechende Handelsbeziehungen. Aus Manching gibt es einen Münzstempel, der für die Prägung in Frage kommt, und somit kann Manching als eine Prägestätte angenommen werden.

## Motiv
Das keltische Münzwesen ist bei der Motivwahl meist imitierend, und es lassen sich griechische oder römische Vorbilder fassen. Bei den 1/24 Stateren lässt sich jedoch kein eindeutiges Vorbild nachweisen, weswegen sie als keltische Eigenschöpfung gelten. Die vindelikischen 1/24 Statere können aufgrund ihrer Abbildung und ihrer Fundstreuung in sechs verschiedenen Typengruppen zusammengefasst werden. Hierbei gibt es die Typen Janus 1 und 2 sowie Manching A und B und Stöffling 1 und 2. Die Typen Janus 1 und 2 zeigen beide einen Januskopf auf dem Avers. Auf dem Revers befindet sich bei beiden ein Pferd, welches beim Typ 1 nach rechts und beim Typ 2 nach links ausgerichtet ist. Die Typen Manching A und B zeigen auf dem Avers einen bartlosen Kopf nach rechts. Auf dem Revers ist ein menschenköpfiges Pferd (androkephal) mit zurückgewandtem Kopf dargestellt. Beim Typ A springt das Pferd nach rechts und beim Typ B nach links. Der Typ Stöffling 1 zeigt auf dem Avers drei kleine, aneinander gefügte Köpfe und auf dem Revers wieder ein androkephales Pferd nach links. Der Typ Stöffling 2 zeigt sowohl auf dem Avers als auch auf dem Revers nur mehr abstrahierte Buckel.